# 대곡중학교 (경남)
대곡중학교(大谷中學校)는 대한민국 경상남도 진주시 충무공동에 있는 공립 중학교이다.

## 학교 연혁
- 1949년 2월 17일 : 대곡 고등공민학교(2학급) 인가
- 1952년 3월 11일 : 대곡 공립중학교(3학급) 인가
- 1952년 4월 20일 : 개교
- 1985년 3월 1일 : 중,고 분리(중학교 12학급)
- 2016년 12월 16일 : 행복학교 지정
- 2020년 2월 4일 : 신설대체 이전(대곡면-충무공동)
- 2022년 3월 1일 : 학칙변경 32학급(특수학급 1) 인가
- 2023년 1월 4일 : 제71회 274명 졸업(총 졸업생수 9,453명)
- 2023년 3월 1일 : 제25대 신정희 교장 부임
- 2023년 3월 2일 : 제74회 입학식(신입생 322명)

## 참고 자료
- 대곡중학교 - 한국교육학술정보원 학교알리미